# یولیان ناگلزمان
یولیان ناگِلزمان (آلمانی: Julian Nagelsmann؛ زادهٔ ۲۳ ژوئیهٔ ۱۹۸۷) بازیکن سابق است. وی هم اکنون هدایت تیم ملی فوتبال آلمان را برعهده دارد.
ناگلزمان در فوریه ۲۰۱۶ سرمربی باشگاه هوفنهایم شد و این تیم را از سقوط به دسته پائین‌تر نجات داد. او در فصل ۱۷–۲۰۱۶ که اولین فصل کاملش به عنوان سرمربی بود، هوفنهایم را به رده چهارم رساند و موفق شد سهمیه پلی آف فصل آتی لیگ قهرمانان اروپا را کسب کند. وی در سال ۲۰۱۶ به عنوان مربی سال آلمان نیز انتخاب شد.او با رساندن لایپزیش به نیمه نهایی لیگ قهرمانان اروپا به عنوان دومین مربی برتر سال بعد از هانس دیتر فلیک انتخاب شد که به عنوان یک مربی ۳۳ ساله حیرت‌انگیز است.
در تاریخ ۲۷ آوریل ۲۰۲۱ باشگاه بایرن مونیخ ناگلزمان را با قراردادی ۵ ساله به عنوان سرمربی جانشین هانس دیتر فلیک منصوب کرد که کارش را از اول ژوئیه ۲۰۲۱ آغاز کرد. تاکنون او توانست با فتح جام بوندسلیگا بایرن مونیخ را در فصل ۲۰۲۱/۲۰۲۲ به قهرمان فوتبال آلمان تبدیل کند. و همچنین به دلیل باخت به لورکوزن توسط مدیران بایرن اخراج و به پرداخت ۲۹۰ میلیون پوند جریمه شد.

## دوران بازی
ناگلزمان در ۱۵ سالگی اش فوتبالش را در باشگاه جوانان آگزبورگ شروع کرد او در پست مدافع وسط یک سال برای آنها توپ زد تا در سال ۴–۲۰۰۳ به تیم جوانان مونیخ ۱۸۶۰ پیوست و تا ۱۸ سالگی اش در آنجا بود و در مجموع این ۳ سال ۳۱ بازی برای آنها انجام داد. اما در هنگام ورود به عرصه بزرگسالان دچار مصدومیت شدیدی شد که نتوانست هیچ بازی ای در عرصه بزرگسالان انجام بدهد و به ناچار در ۲۰ سالگی اش بازنشستگی خود را اعلام کرد و به علت علاقه زیادش به فوتبال و هوش سرشارش به مربیگری روی آورد.

## دوران مربیگری

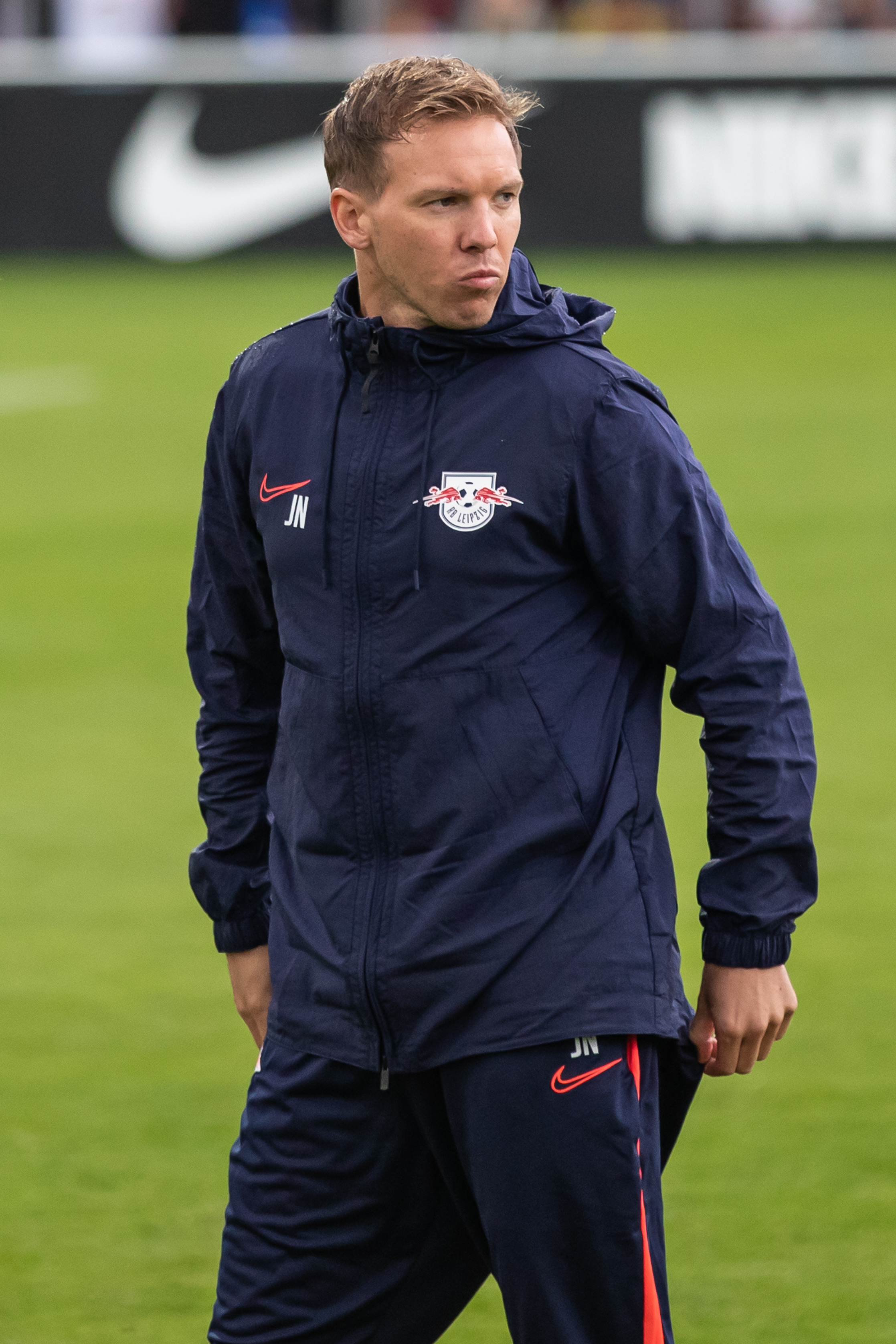
مرتبط

### تیم‌های پایه
ناگلزمان در سال ۲۰۰۸ به عنوان استعداد یاب تیم آگزبورگ در مرحله نوجوانان برگزیده شد. اما این کارش عمر زیادی نداشت و در ژوئیه همان سال به مونیخ ۱۸۶۰ رفت. ولی به علت سن پایینش به او اعتماد نکردند و نخواستند تا یک جوان ۲۰ ساله را به عنوان هدایت گر تیمشان انتخاب کنند، از این جهت او به تیم زیر ۱۷ سال مونیخ ۱۸۶۰ رفت تا در کنار الکساندر اشمیت مربی وقت آنجا به عنوان دستیار اول کسب تجربه کند. بعد از آن سال سن پایینش در چشم بوندسلیگایی جا گرفت تا او بتواند به دستیار مربی بودن در تیم هوفنهایم زیر ۱۷ سال برسد. بعد از یک سال و در سال ۲۰۱۱ با اخراج شدن سرمربی وقت به ناگلزمان اعتماد شد و به عنوان سرمربی تیم زیر ۱۷ ساله‌های هوفنهایم انتخاب شد در حالی که فقط ۲۳ سالش بود. در پایان سال آنها با مربیگری ناگلزمان توانستند به رتبه هشتم بوندس‌لیگای زیر ۱۷ سال رسیدند.

### هوفنهایم
در ژوئیه سال ۲۰۱۲ یولیان ناگلزمان به عنوان دستیار مربی به باشگاه فوتبال هوفنهایم رفت تا یکی از مهم‌ترین جرقه‌ها در زندگی اش زده شود در آن زمان بازیکنان بزرگی مانند کوئن کاستیلز، نیکلاس زوله، سباستین رودی، کوین فولاند و از همه مهم‌تر روبرتو فیرمینو زیر نظر مارکوس بابل و او توپ می‌زدند. در آن سال هوفنهایم رتبه خوبی در جدول نگرفت و مجبور بود برای سقوط نکردن با کایزرسلاوترن رتبه سوم بوندس‌لیگا ۲ بازی کند که در مجموع دو بازی رفت و برگشت آنها را ۵–۲ شکست دادند. در پایان فصل ناگلزمان به هوفنهایم زیر ۱۹ سال رفت تا در آنجا مربیگری کند. اولین بازی ناگلزمان در آن تیم مقابل ماینس با شکست به پایان رسید ولی آنها در ادامه فصل عملکرد دل سردکننده ۳ بازی اول را جبران کردند و در هفته پانزدهم فصل با پیروزی ۲–۰ برابر اشتوتگارت به صدر جدول رسیدند و در نهایت فصل با اختلاف ۴ امتیاز قهرمان بوندس‌لیگای زیر ۱۹ ساله‌ها شدند. و این اولین جام یولیان ناگلزمان بود در حالی که تنها ۲۶ سال داشت. بعد از این درخشش و کسب کردن ۲٫۲۷ امتیاز در هر بازی به‌طور میانگین به منسب سرمربی هوفنهایم رسید و در مصاحبه ای گفت:
سن پایین من باعث می‌شود که ارتباط نزدیک تری با بازیکنان تیمت داشته باشی و من امیدوارم بتوانم از این موهبت به نحو احسن برای پیش برد اهداف تیم استفاده کنم.
ناگلزمان در فصل اول حضورش در هوفنهایم به رتبه ۱۵ بوندسلیگا راه یافت. ولی در اول فصل بعد هوفنهایم درخشش عجیبی را به اهل فوتبال نشان داد. او توانست با کسب ۶۲ امتیاز به رتبه چهارم بوندس‌لیگا برسد و شانس داشته باشد تا در لیگ قهرمانان اروپا بازی کند. و او توانست از تیم‌هایی مثل لورکوزن، دورتموند و بایرن مونیخ امتیاز بگیرد یا حتی در مقابلشان پیروز شود.
فصل جدید که آغاز شد یولیان ناگلزمان با به قرض گرفتن سرژ گنابری از بایرن مونیخ تیم خودش را قوی تر کرد. و در آن سال با نقل انتقالاتی که انجام داد در مجموع ۳۱ میلیون به بودجه ترنسفر باشگاه افزود تا در سال آتی به کارهایشان بیاید. در هفته سوم همان سال هوفنهایم با پیروزی ۰–۲ مقابل بایرن مونیخ یک بار دیگر ثابت کرد که مربی ۲۸ ساله هوفنهایم هوش سرشاری دارد و بعد با پیروزی ۲–۵ مقابل لایپزیش و پیروزی ۳–۱ مقابل دورتموند باعث شد که در جدول از رتبه قبلی خود یک پله بالاتر برود و به سهمیه مستقیم لیگ قهرمانان اروپا برسد. در مقدماتی لیگ قهرمانان همان فصل اما هوفنهایم با حذف شدن توسط لیورپول یورگن کلوپ نتوانست به هدفش برسد. ولی با سوم شدن در بوندس‌لیگا جبران مافات کرد و مستقیماً به لیگ قهرمانان فصل بعد راه یافت.
در شروع فصل ۱۹–۲۰۱۸ باشگاه خریدهای ضعیفی انجام داد. و همین باعث شد تیم در فصل جاری نتایج دلسرد کننده ای را بجای بگذارند آنها در لیگ قهرمانان اروپا نیز در گروه چهارم شدند و حتی نتوانستند به لیگ اروپا راه پیدا کنند. در پایان فصل آنها در رتبه نهم قرار گرفتند ولی ناگلزمان باشگاه را ترک کرد و به تیم لایپزیش پیوست.

### لایپزیگ
در فصل ۲۰–۲۰۱۹ ناگلزمان خریدهای بسیار خوبی را انجام داد او دنی اولمو را از دینامو زاگرب خرید کریستوفر انکونکو را از پاریس سن ژرمن به خدمت گرفت و آنجلینیو و پاتریک شیک را هم از منچسترسیتی و آ اس رم به صورت قرضی مال خود کرد. لایپزیگ با ناگلزمان بهترین سال تاریخ خود را تجربه کرد آنها در آن فصل در مرحله گروهی لیگ قهرمانان اروپا تیم‌های زنیت و بنفیکا را حذف کردند و برای اولین بار در تاریخشان به مرحله حذفی لیگ قهرمانان اروپا رسیدند. ناگلزمان در مرحله یک‌هشتم نهایی با لایپزیگ توانست تاتنهام خوزه مورینیو را در مجموع دو بازی رفت برگشت ۰–۴ شکست دهد. و به مصاف اتلتیکو مادرید دیگو سیمئونه برود
بعد از ماه‌ها توفقی که در فوتبال به علت شیوع ویروس کرونا افتاد یوفا با ادامه بازی لیگ قهرمانان موافقت کرد لایپزیگ باید در یک بازی و آنهم در لیسبون پرتغال به مصاف تیم اسپانیایی می‌رفت زیرا که به علت شیوع ویروس کرونا بازی‌ها نمی‌شد به صورت رفت و برگشت انجام شود. و تمام بازی‌ها در لیسبون برگزار می‌شد. به هر حال آنها اتلتیکو را در یک شطرنج فوتبالی به تمام معنی شکست دادند. و به نیمه نهایی رسیدند و ناگلزمان به سومین مربی آلمانی حاضر در نیمه نهایی لیگ قهرمانان آن سال تبدیل شد. در مرحله نیمه نهایی ناگلزمان باید با تیم پاریس سن ژرمن توماس توخل روبرو می‌شد. توماس توخلی که مدتی به عنوان دستیارش در هوفنهایم مشغول به کار بود. نبرد استاد و شاگرد در حالی به پایان رسید که لایپزیگ روی اشتباهات فردی مدافعان و نبود ستاره اصلیشان به علت نقل انتقالات یعنی تیمو ورنر بازی را ۳–۰ به تیم فرانسوی واگذار کردند.
در لیگ آلمان نیز ناگلزمان عملکرد بی نقصی ارائه داد. آنها در پایان فصل رتبه سوم بوندس‌لیگا شدند و در همان فصل از مدافع عنوان قهرمانی یعنی بایرن مونیخ هیچ باختی را متحمل نشدند.
انتهای فصل در جوایز یوفا ناگلزمان رتبه سوم بهترین مربی سال را دریافت کرد بعد از هانسی فلیک مربی بایرن مونیخ و یورگن کلوپ مربی لیورپول. و آن سال سالی بود که رتبه یک تا چهارم بهترین مربی سال به ۴ مربی آلمانی اختصاص داشت و رتبه چهارم توماس توخل بود که در لیگ قهرمانان همین ناگلزمان را حذف کرده بود.
در شروع فصل جدید لایپزیگ قدرتمند فصل را آغاز کرد و تا هفته سوم به صدر جدول رسید ولی در ادامه آینتراخت فرانکفورت آن را تصاحب کرد، آنها در لیگ قهرمانان آن فصل در مرحله گروهی به گروهی بسیار دشوار برخورد کردند که شامل تیم‌های پاریس سن ژرمن، منچستر یونایتد و باشاک‌شهیر بود. اما لایپزیگ با برد ۳–۲ در بازی آخر مقابل منچستر یونایتد توانستند به عنوان رتبه دوم گروه به مرحله بعد راه پیدا کنند. در مرحله بعد ناگلزمان باید با دوست قدیمی خود یعنی یورگن کلوپ وارد جدال می‌شد در اما در آن بازی لیورپول موفق تر ظاهر شد و موجب حذف ناگلزمان و تیمش شد. در موازات بازی‌های لیگ قهرمانان لایپزیگ در بوندس‌لیگا داشت عملکرد خوبی را ارائه می‌داد و با وجود باخت‌های پی در پی دورتموند لایپزیگ تنها رقیب بایرن مونیخ برای کسب عنوان قهرمانی به‌شمار می‌آمد تا وقتی که در یک بازی رو در رو لایپزیگ مقابل بایرن مونیخ ۰–۱ باخت و کورس قهرمانی را از دست داد. وقتی که ندای جدایی هانسی فلیک مربی وقت بایرن مونیخ به گوش می‌رسید و همین‌طور جدی تر می‌شد کارل هاینس رومنیگه مدیر اجرایی بایرن مونیخ تصمیم به بستن قرارداد با بایرن مونیخ گرفت و این در حالی بود که هنوز ۴ هفته به پایان فصل باقی مانده بود

### بایرن مونیخ
ناگلزمان در اواخر فصل ۲۱–۲۰۲۰ به‌طور رسمی با بایرن مونیخ قرارداد امضا کرد تا جایگزین هانسی فلیک شود و به گران‌قیمت‌ترین مربی تاریخ فوتبال تبدیل شد.

## فلسفه و سبک مربیگری
یولیان ناگلزمان از آن دسته مربی‌هایی است که اعتقاد دارد اگر خوب دفاع کنید می‌توانید گل بزنید. یولیان ناگلزمان معمولاً با شلوغ کردن وسط زمین اجازه بازی سازی به هافبک‌های حریف نمی‌دهد و خلاقیت را از تیم حریف سلب می کند ناگلزمان هیچگاه در ترکیبی که ارنج می‌کند از پست مدافع کناری استفاده نمی‌کند و در بیشتر اوقات از ترکیب ۳-۴-۲-۱ در لایپزیگ استفاده می‌کرد که شامل سه مدافع میانی، چهار هافبک که دوتا از آنها در میانه زمین بازی می‌کنند و دوتا از آنها در جناحین توپ می‌زنند، دو مهاجم هدف کاذب که متمایل به وسط بازی می‌کنند و یک مهاجم نوک که کار تمام کنندگی را به عهده دارد. نکته ای که در رابطه با بازیکن‌های کناری این ترکیب وجود دارد این است که دو هافبک کناری بازیکنانی هستند که هم توانایی دفاعی بالایی دارند و هم توانایی هجومی و سرعت بالایی دارند دو مهاجم کاذب اما بازیکنانی هستند که در پست‌های وینگر و هافبک هجومی نیز می‌توانند بازی کنند
در مجموع ترکیب شدن مهارت‌های این دسته بازیکنان ترکیبی را نتیجه می‌دهد که هم در کارهای دفاعی خوب کار می‌کنند و هم در کارهای هجومی و به همین دلیل است که در فصل ۲۱–۲۰۲۰ بهترین خط دفاعی بوندسلیگا به لایپزیگ رسید.

## افتخارات

### مربی
بوندسلیگای زیر ۱۹ سال: ۱۴–۲۰۱۳
لایپزیگ
- بوندسلیگا ۲۰۲۱–۲۰۲۰ نایب قهرمان
- جام حذفی فوتبال آلمان ۲۰۲۱–۲۰۲۰ نایب قهرمان

بایرن مونیخ
- بوندسلیگا(۱): ۲۰۲۲–۲۰۲۱
- سوپر جام فوتبال آلمان(۲): ۲۰۲۱، ۲۰۲۲

### فردی
مربی برتر سال یوفا (سوم): ۲۰–۲۰۱۹